# U-742
| U-742                      | U-742                                                          | U-742                                                          |
| -------------------------- | -------------------------------------------------------------- | -------------------------------------------------------------- |
|                            |                                                                |                                                                |
|                            |                                                                |                                                                |
|                            |                                                                |                                                                |
| Під прапором               | Третій рейх                                                    | Третій рейх                                                    |
| Спуск на воду              | 4 лютого 1943 року                                             | 4 лютого 1943 року                                             |
| Виведений зі складу флоту  | 18 липня 1944 року                                             | 18 липня 1944 року                                             |
| Сучасний статус            | затоплений                                                     | затоплений                                                     |
| Проєкт                     |                                                                |                                                                |
| Тип ПЧ                     | Торпедний ДПЧ                                                  | Торпедний ДПЧ                                                  |
| Основні характеристики     |                                                                |                                                                |
| Швидкість (надводна)       | 17,7 вузлів                                                    | 17,7 вузлів                                                    |
| Швидкість (підводна)       | 7,6 вузлів                                                     | 7,6 вузлів                                                     |
| Робоча глибина занурення   | 100 м                                                          | 100 м                                                          |
| Гранична глибина занурення | 220 м                                                          | 220 м                                                          |
| Екіпаж                     | 44 осіб                                                        | 44 осіб                                                        |
| Розміри                    |                                                                |                                                                |
| Довжина найбільша (по КВЛ) | 67,1 м                                                         | 67,1 м                                                         |
| Ширина корпусу найб.       | 6,2 м                                                          | 6,2 м                                                          |
| Висота                     | 9,6 м                                                          | 9,6 м                                                          |
| Середня осадка (по КВЛ)    | 4,70 м                                                         | 4,70 м                                                         |
| Водотоннажність надводна   | 769 т                                                          | 769 т                                                          |
| Озброєння                  |                                                                |                                                                |
| Артилерія                  | одна палубна гармата калібру 88-мм, одна 20-мм зенітна гармата | одна палубна гармата калібру 88-мм, одна 20-мм зенітна гармата |
| Торпедно- мінне озброєння  | 4 носових і один кормовий ТА. 14 торпед або 26 мін             | 4 носових і один кормовий ТА. 14 торпед або 26 мін             |

U-742 — німецький підводний човен типу VIIC часів  Другої світової війни.
Замовлення на будівництво човна було віддане 5 червня 1941 року. Човен був закладений на верфі суднобудівної компанії «F Schichau GmbH» у місті Данциг 12 травня 1942 року під заводським номером 1545, спущений на воду 4 лютого 1943 року, 1 травня 1943 року увійшов до складу 8-ї флотилії. Також за час служби перебував у складі 6-ї та 13-ї флотилій. Єдиним командиром човна був капітан-лейтенант Гайнц Швассманн.
Човен зробив 2 бойових походи, в яких не потопив і не пошкодив жодного судна.
18 липня 1944 року потоплений в Норвезькому морі західніше Нарвіка (68°24′ пн. ш. 09°51′ сх. д. / 68.400° пн. ш. 9.850° сх. д.) глибинними бомбами британського летючого човна «Каталіна». Всі 52 члени екіпажу загинули.